# Francesco Salamone (architetto)
Francesco Salamone (Leonforte, 5 giugno 1897 – Buenos Aires, 8 agosto 1959) è stato un architetto e ingegnere italiano naturalizzato argentino, conosciuto in spagnolo come Francisco Salamone.

## Biografia
Salamone nacque nella città di Leonforte, in Sicilia, nel 1897, figlio di Salvatore e Antonia D'Anna. Con la famiglia si trasferì in Argentina nei primi anni del '900, Nel 1917 si laureò all'Università nazionale di Córdoba con una laurea in architettura e ingegneria civile.
Divenne un buon amico di Manuel Fresco, un politico conservatore che fu governatore della Provincia di Buenos Aires nel periodo 1936-1940. Durante il mandato di Fresco in carica furono costruiti numerosi nuovi edifici municipali e le strade, le reti di irrigazione e le vie di comunicazione della provincia furono notevolmente migliorate. Tra i tecnici che lavorarono a queste opere c'era anche Salamone. Nei suoi progetti si denota una commistione molto personale di Art déco, autoritarismo, funzionalismo, futurismo. L'uso del cemento armato ha permesso di costruire edifici maestosi che a quel tempo li ha resi simboli del potere e dell'autorità comunali.
Le città rurali in cui apparivano gli edifici di Salamone erano a 500 km o più dalla città di Buenos Aires, e erano o città di frontiera, costruite alla fine del XIX secolo ai margini del territorio indiano, o erano situate a intervalli regolari lungo collegamenti ferroviari di nuova costruzione.
Quando il mandato di Fresco come governatore provinciale terminò nel 1940, Salamone e la sua famiglia tornarono a Buenos Aires, dove progettò solo altri due edifici in stile razionalista. Morì l'8 agosto 1959, relativamente dimenticato, ma lasciandosi alle spalle un'eredità architettonica monumentale sulle pampas argentine. Fu sepolto nel cimitero della Recoleta.

## Opere
Dopo molti anni, il lavoro dell'architetto Salamone viene rivalutato, e citato da studi specializzati di stampa, architettura, pianificazione urbana e ingegneria. Nel 2001 le sue opere sono state dichiarate dallo Stato argentino come "Patrimonio culturale della Provincia di Buenos Aires" e nel 2014 molte delle sue opere sono state classificate come "Monumenti storici nazionali" e "Beni di interesse storico e artistico nazionale".

## Vita privata
Salamone sposò Adolfina Croft, figlia del vice console austriaco-ungherese a Bahía Blanca, in Argentina, con la quale ebbe quattro figli: Ricardo, Roberto, Annie e Stella Maris.

## Galleria d'immagini

### Municipi

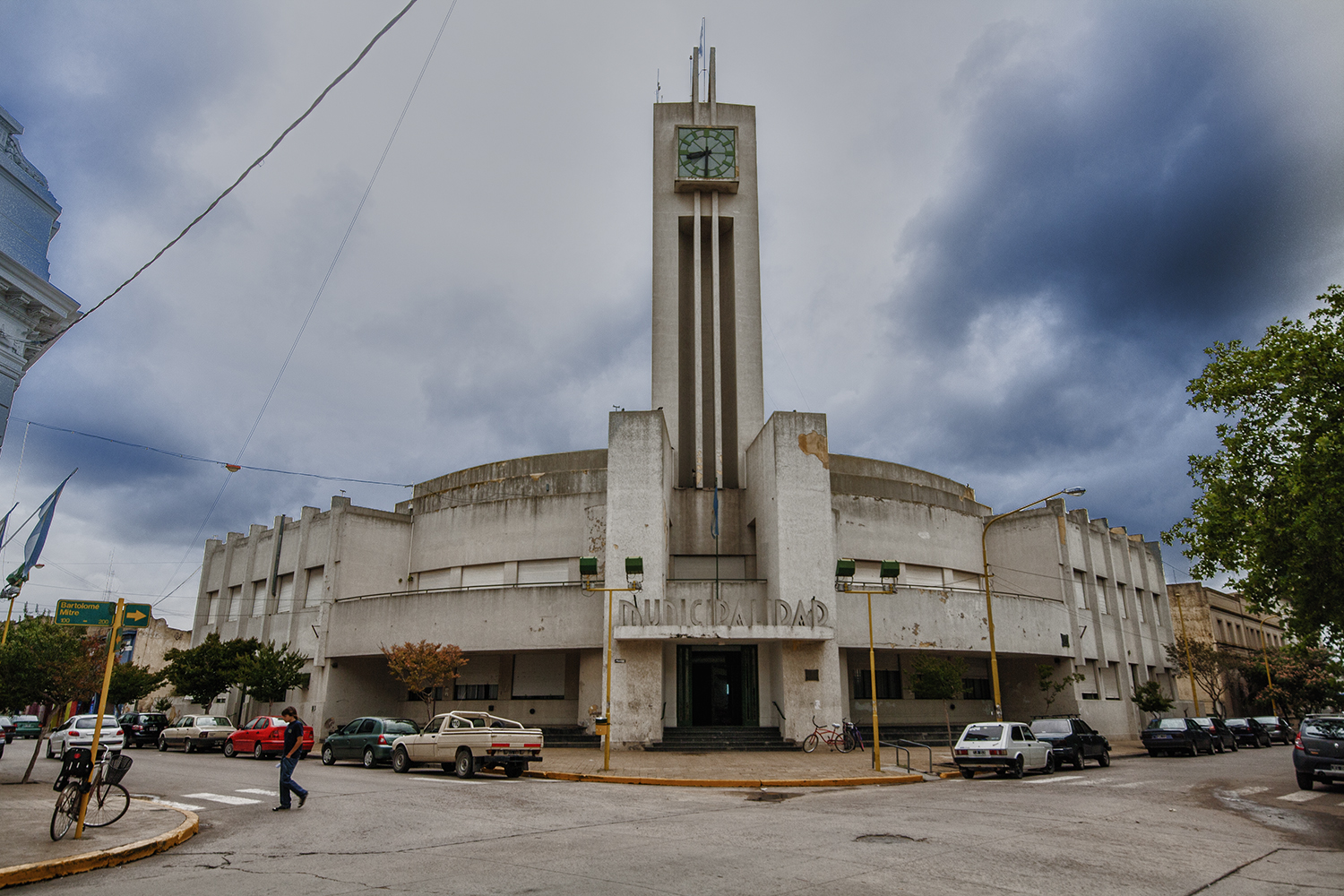
Municipio di Adolfo Gonzales Chaves
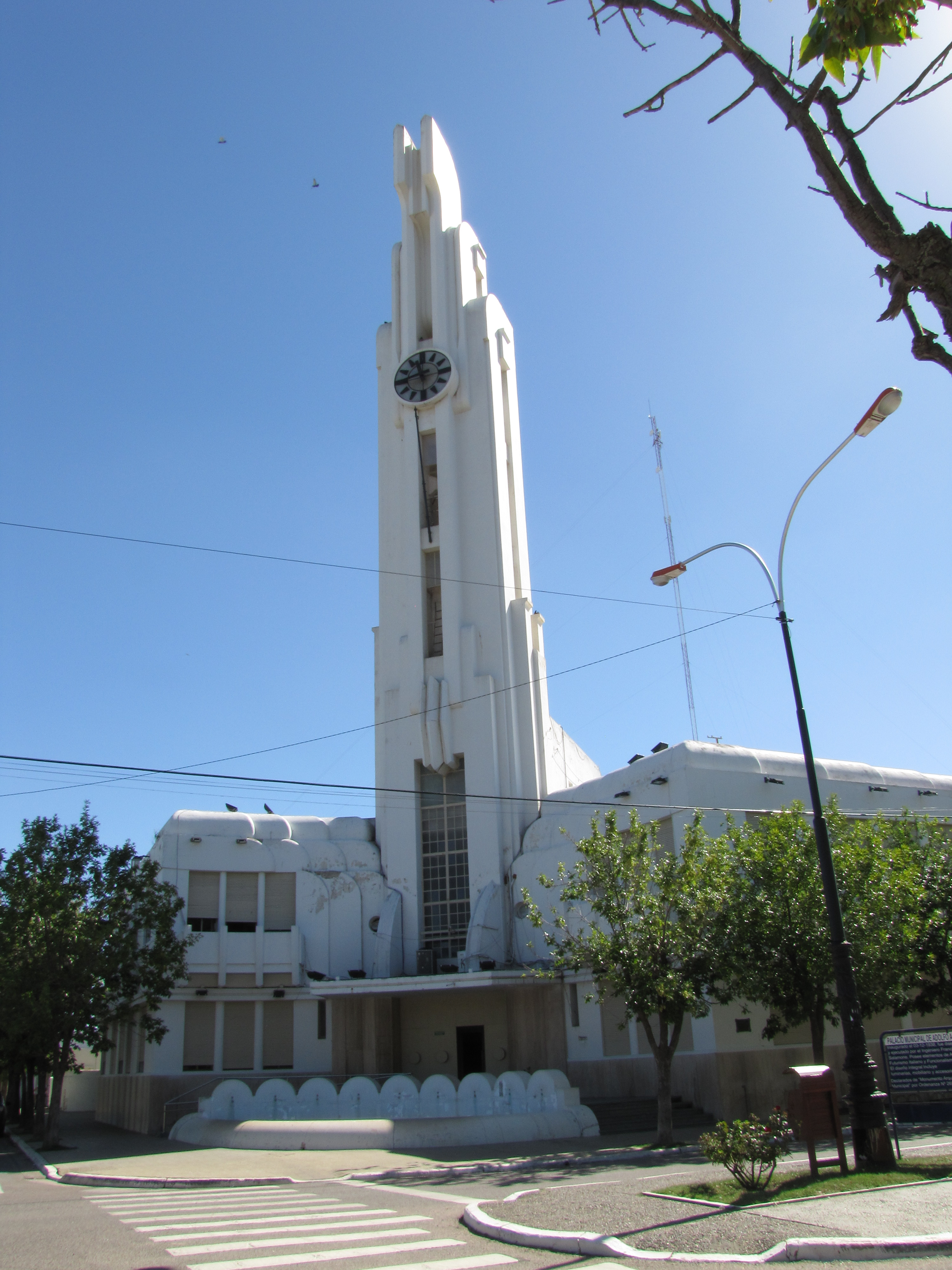
Municipio di Carhué
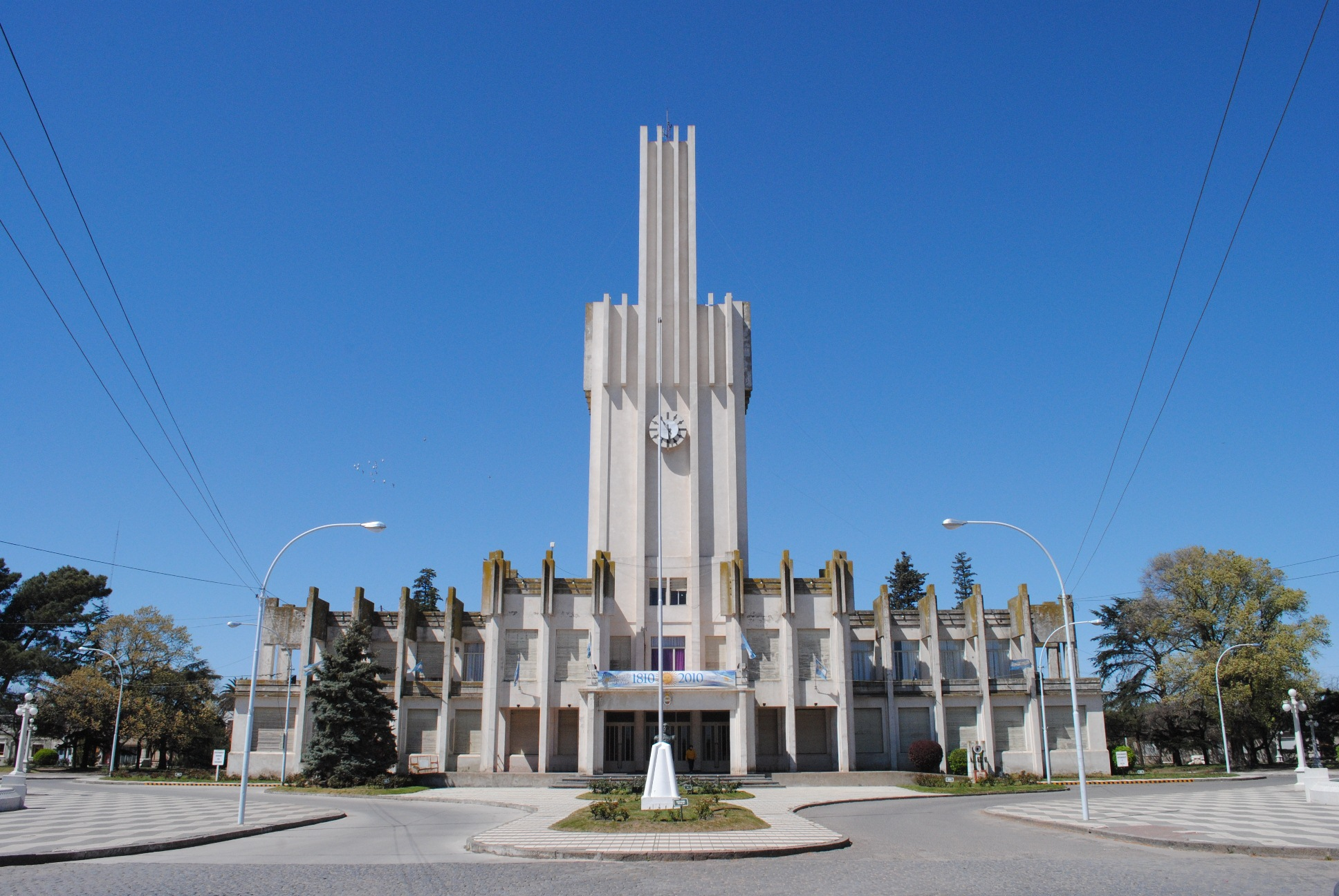
Municipio di Coronel Pringles
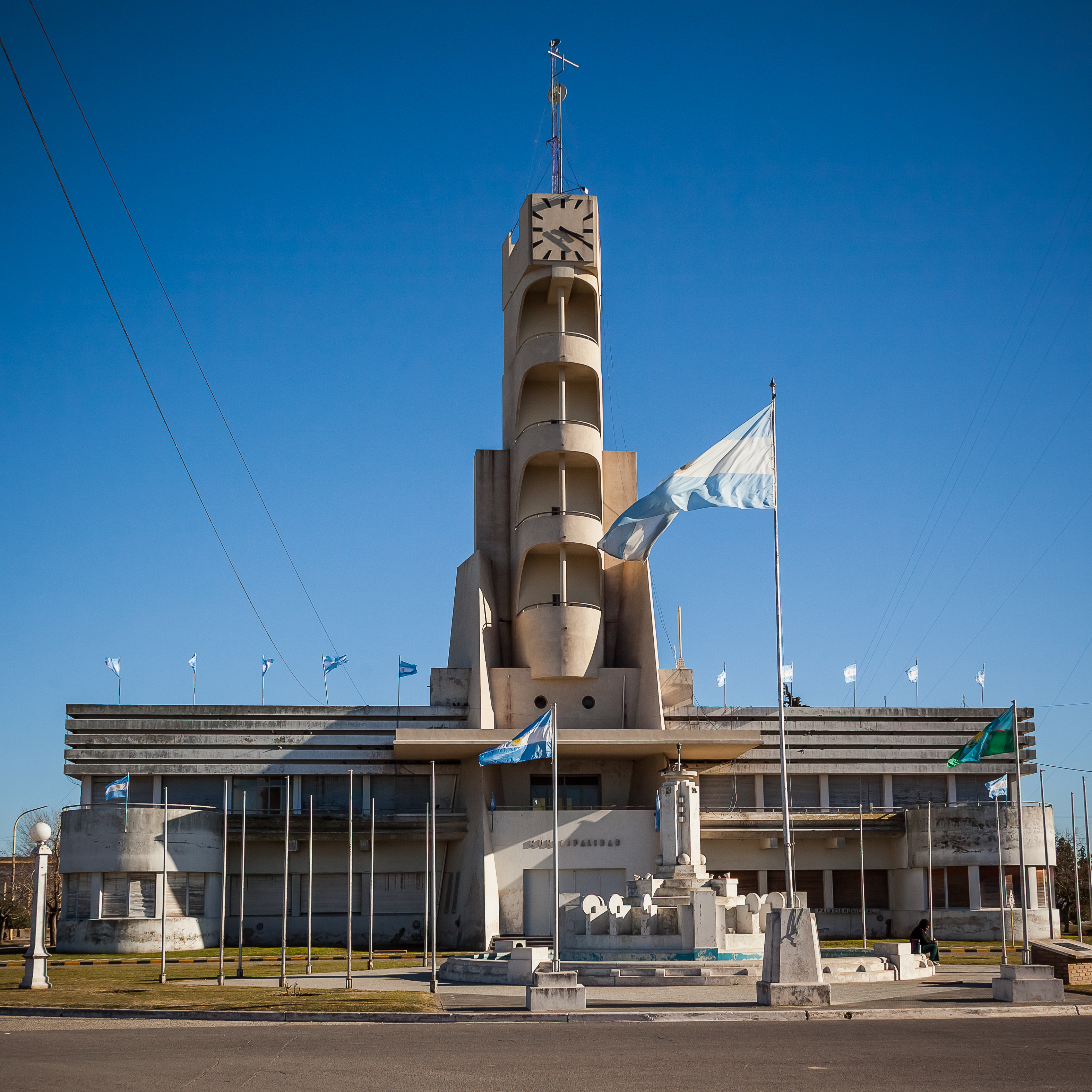
Municipio di Guaminí
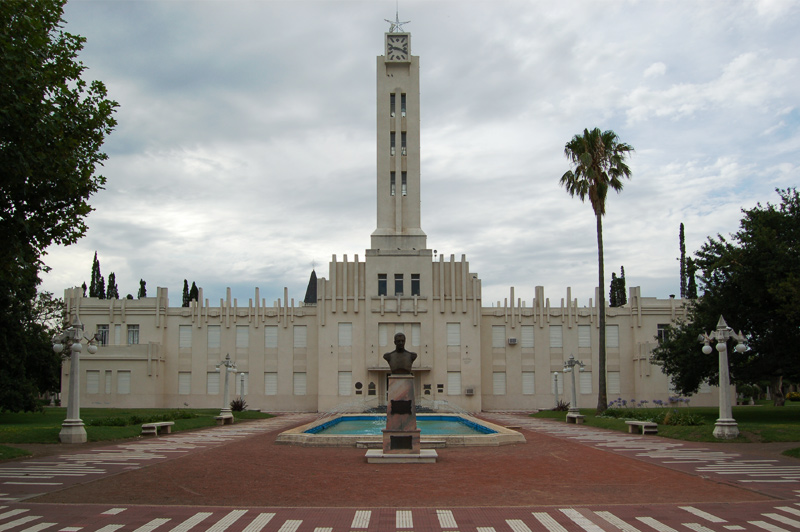
Municipio di Pellegrini
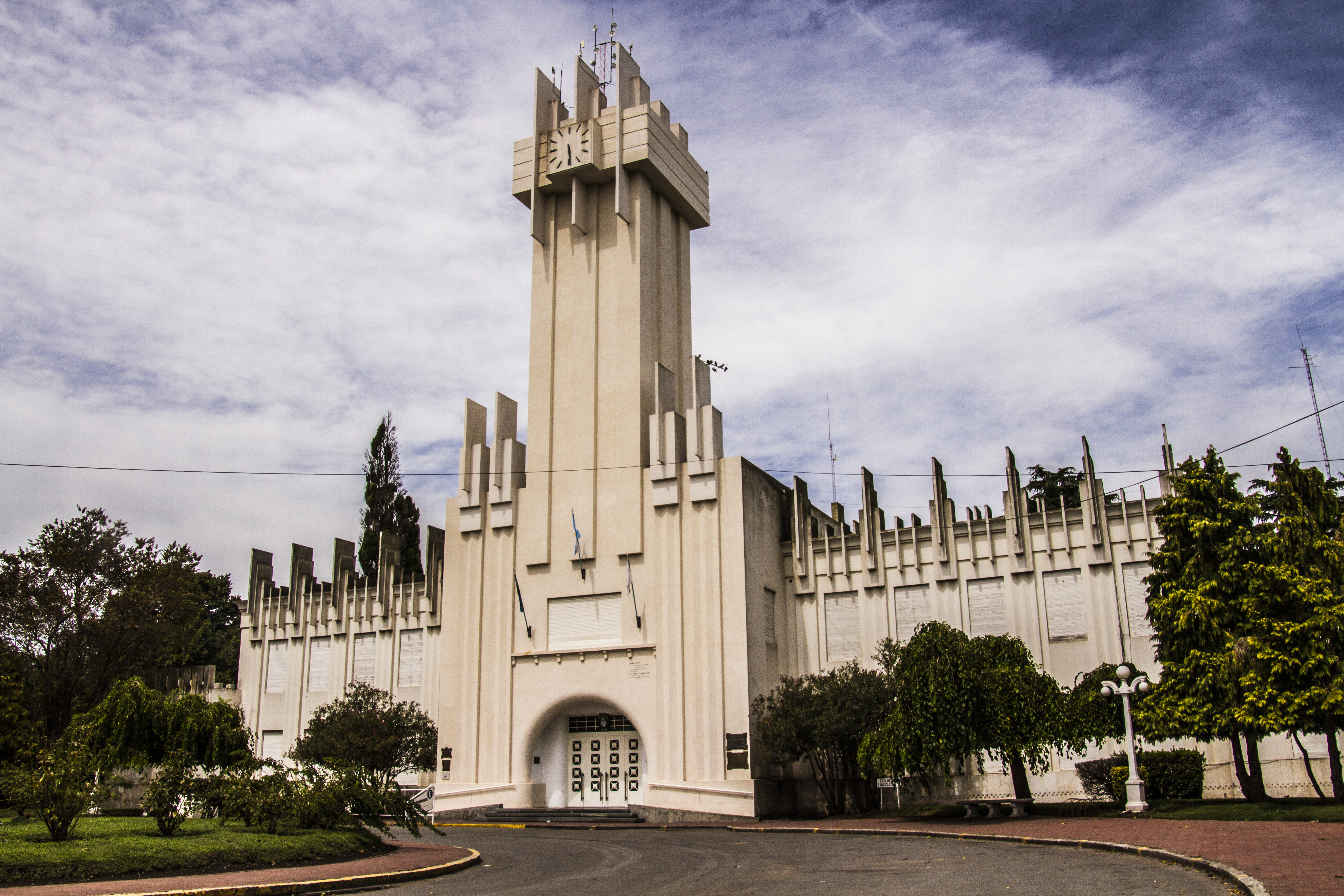
Municipio di Rauch

### Mattatoi

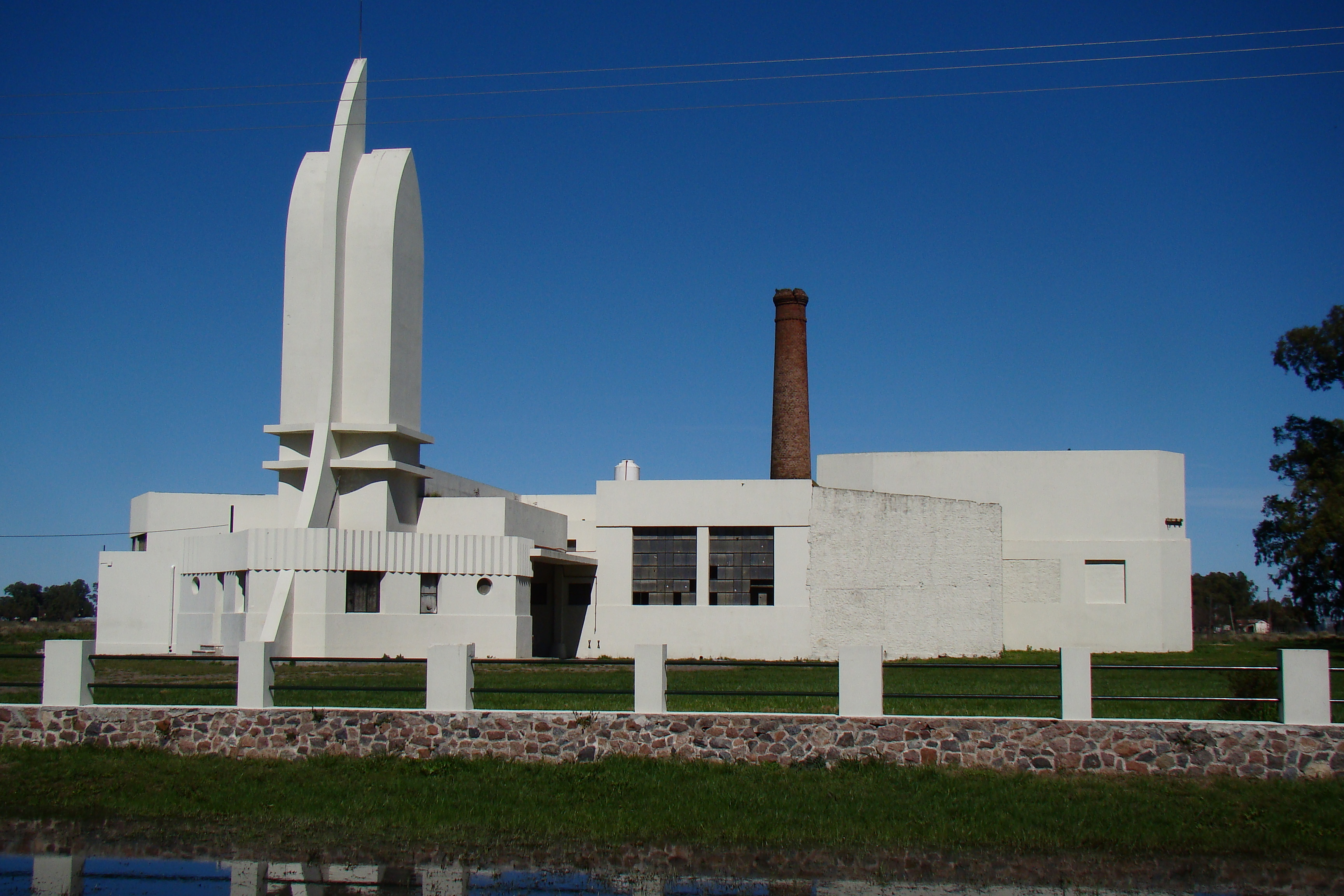
Mattatoio di Azul
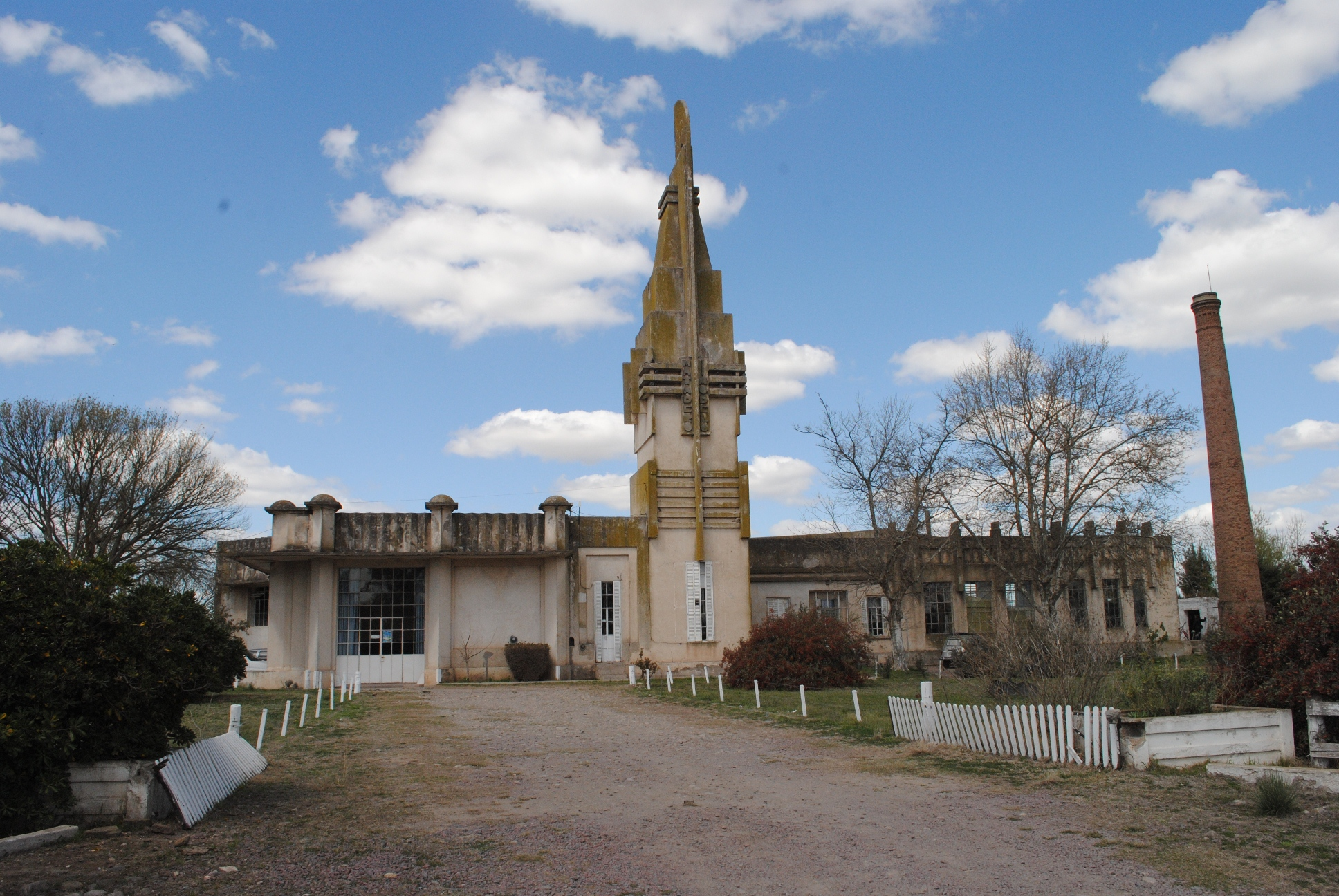
Mattatoiodi Coronel Pringles
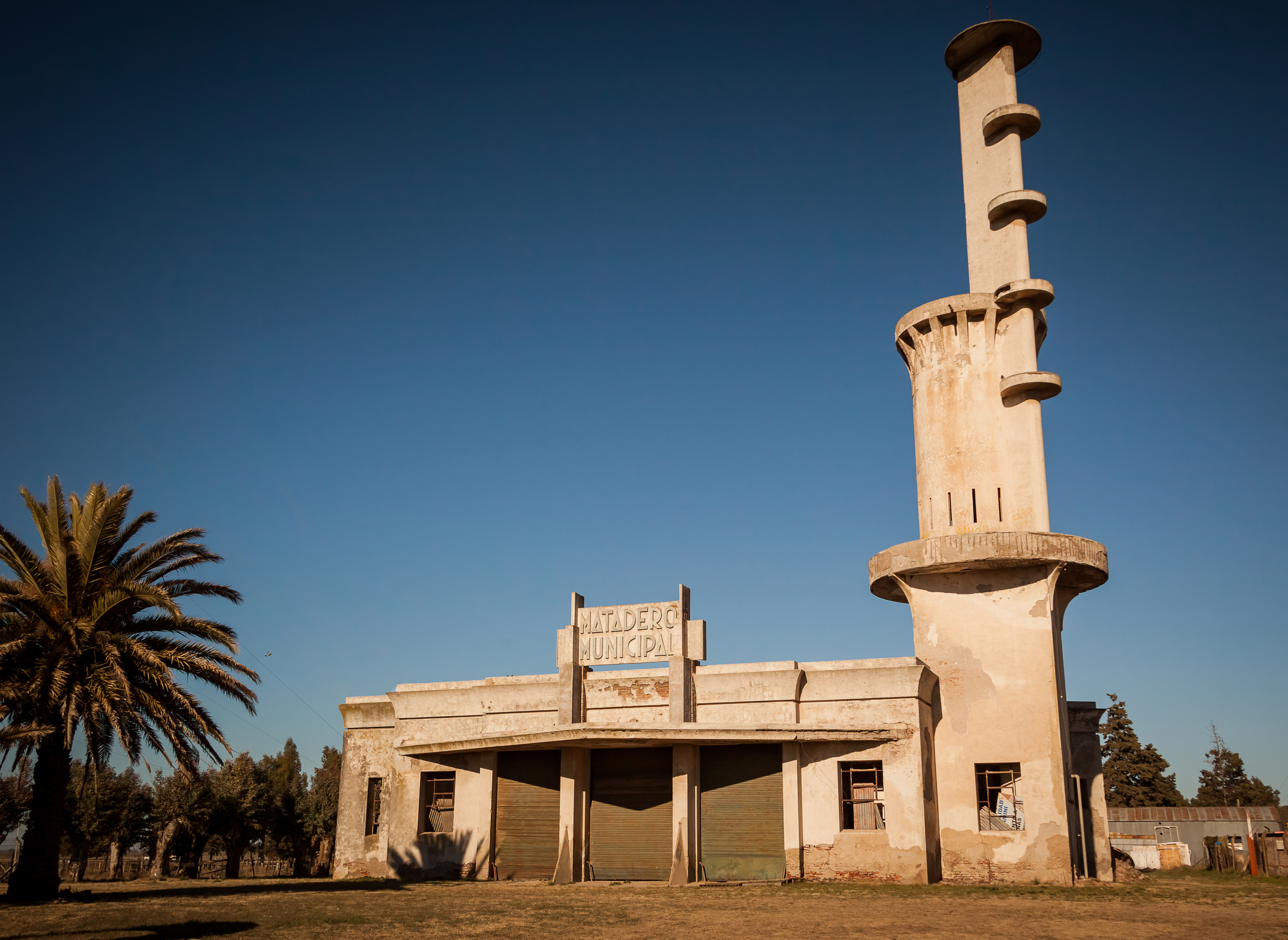
Mattatoio di Guaminí
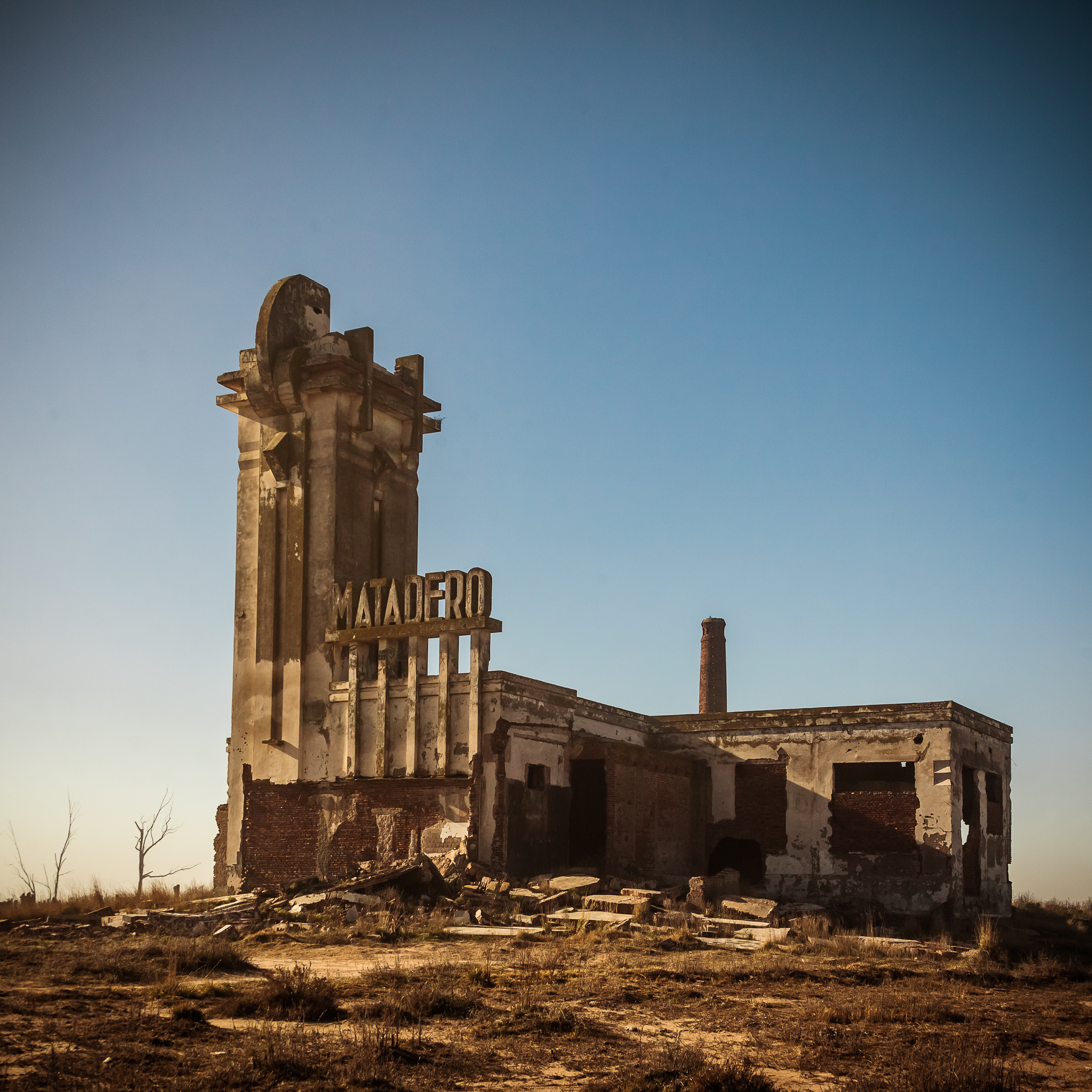
Mattatoio di Villa Epecuén

### Ingresso Cimitero

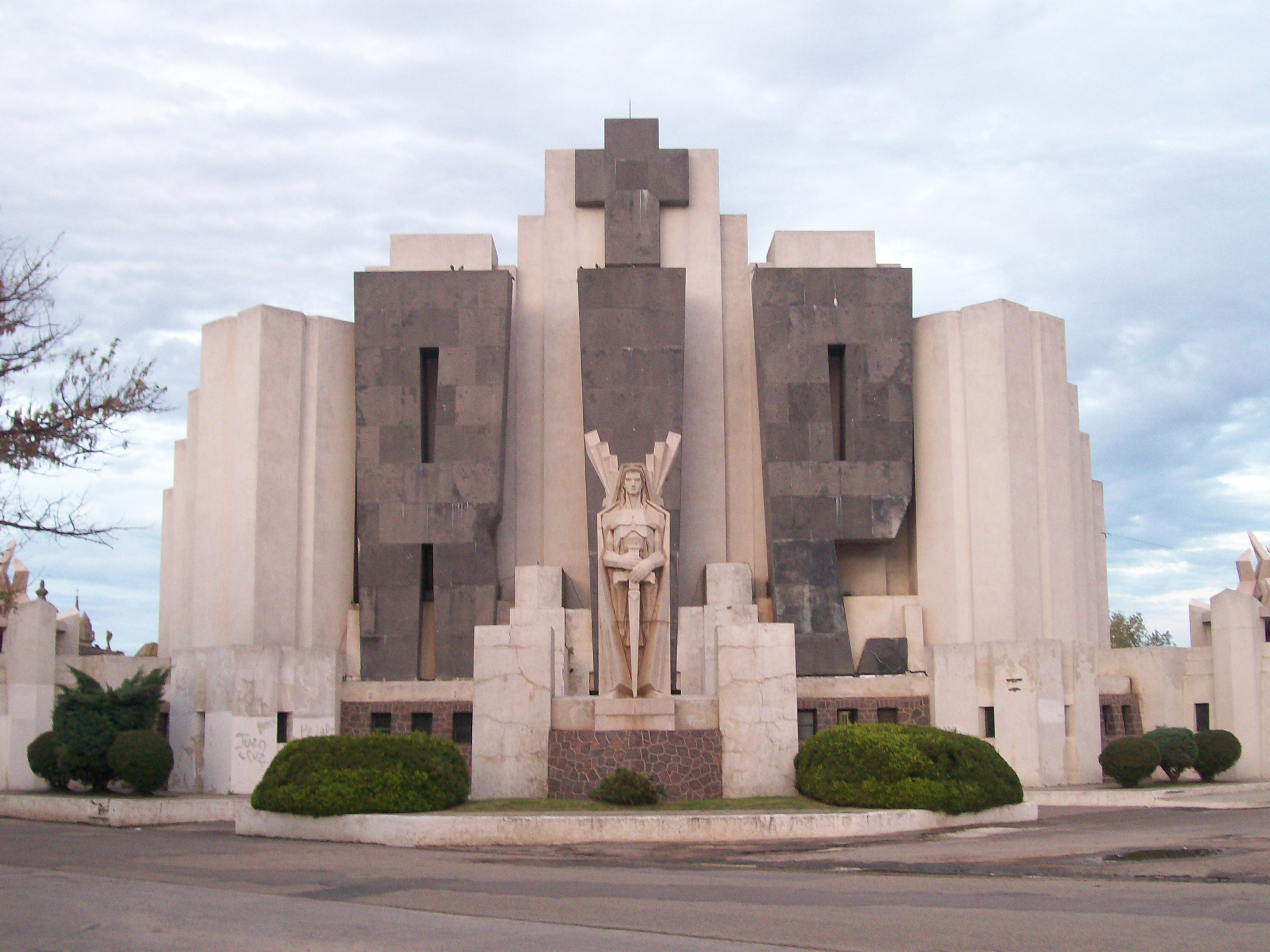
Ceimitero di Azul
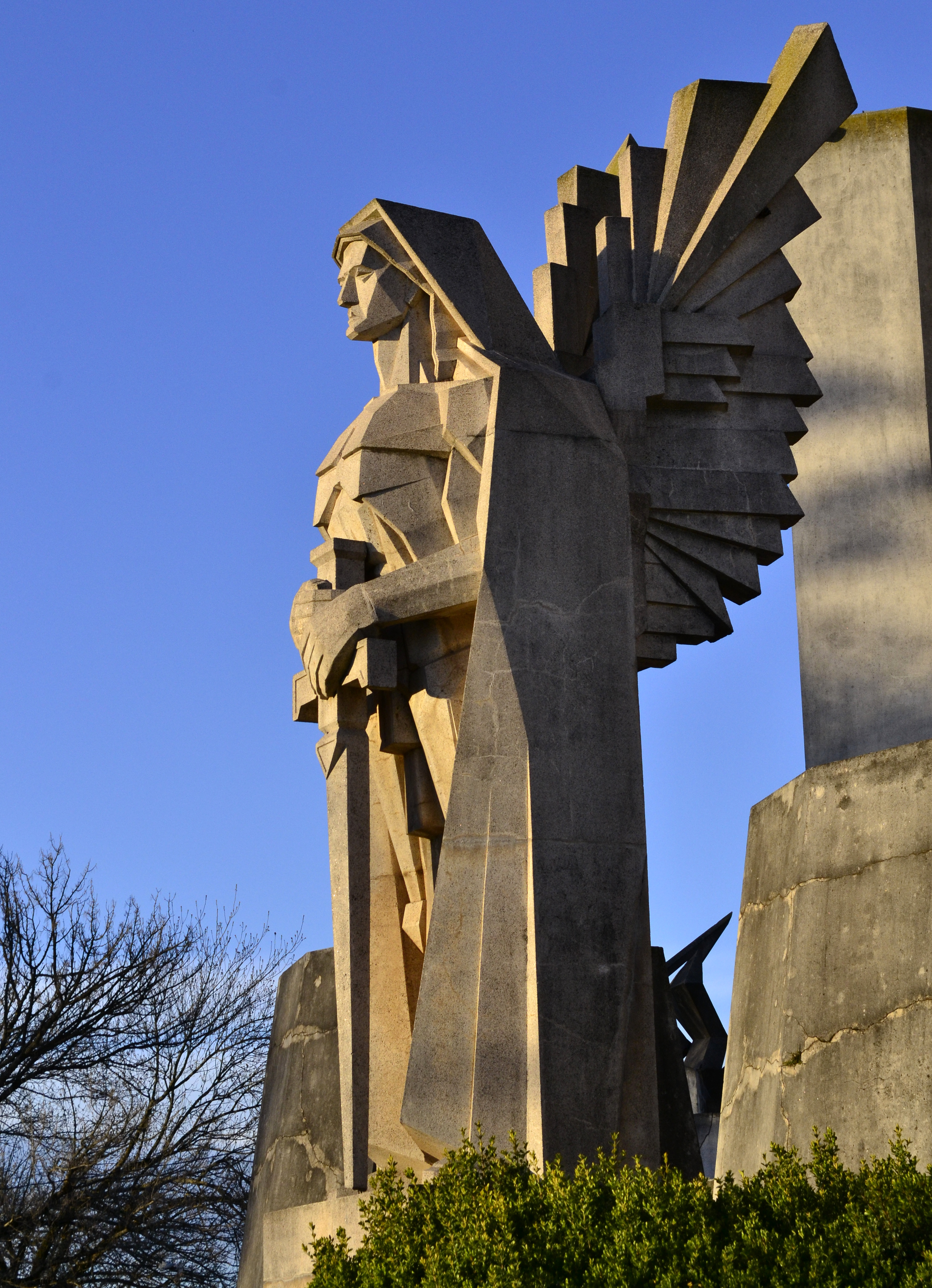
Cimitero di Azul
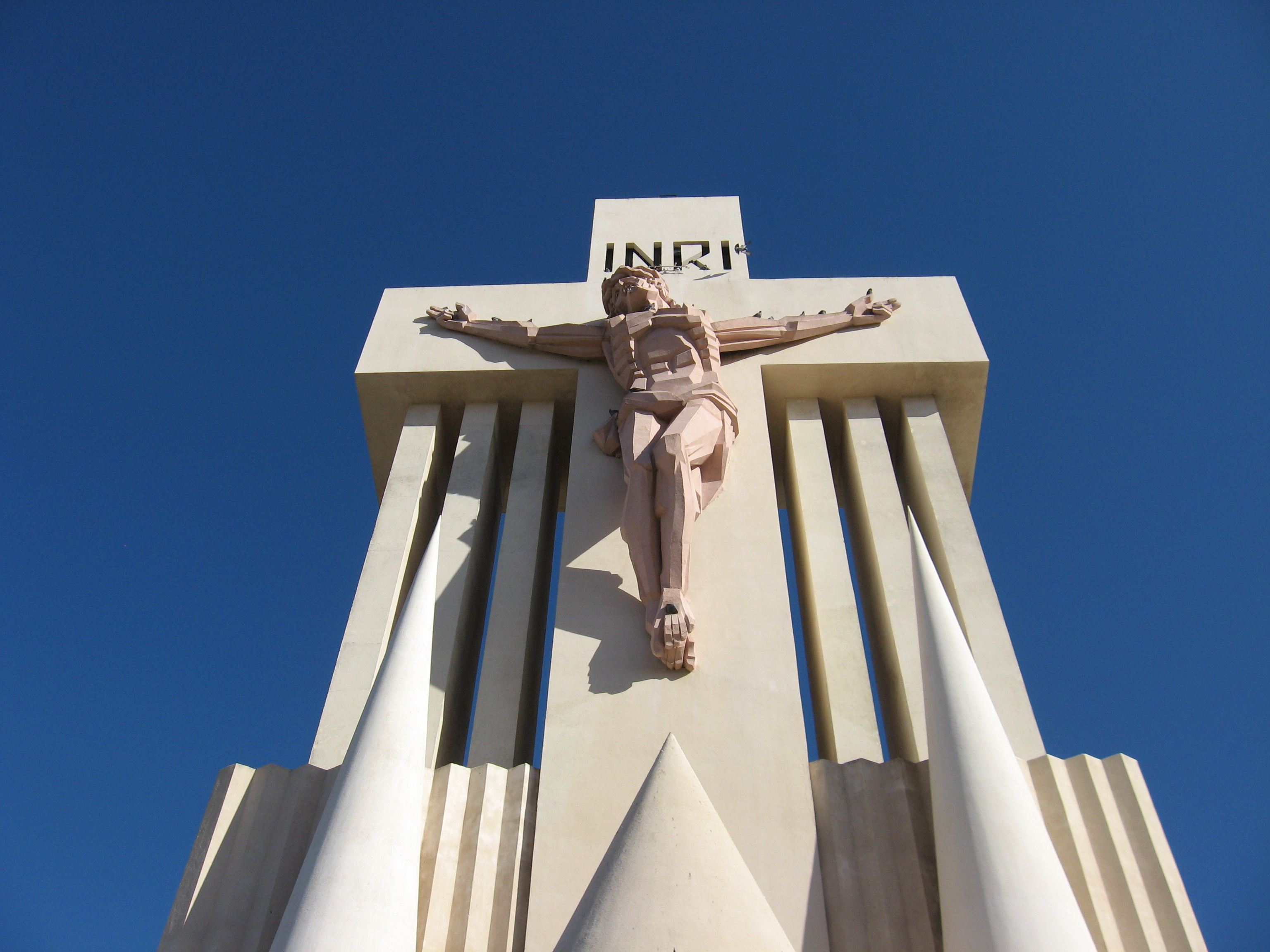
Cementerio de Laprida
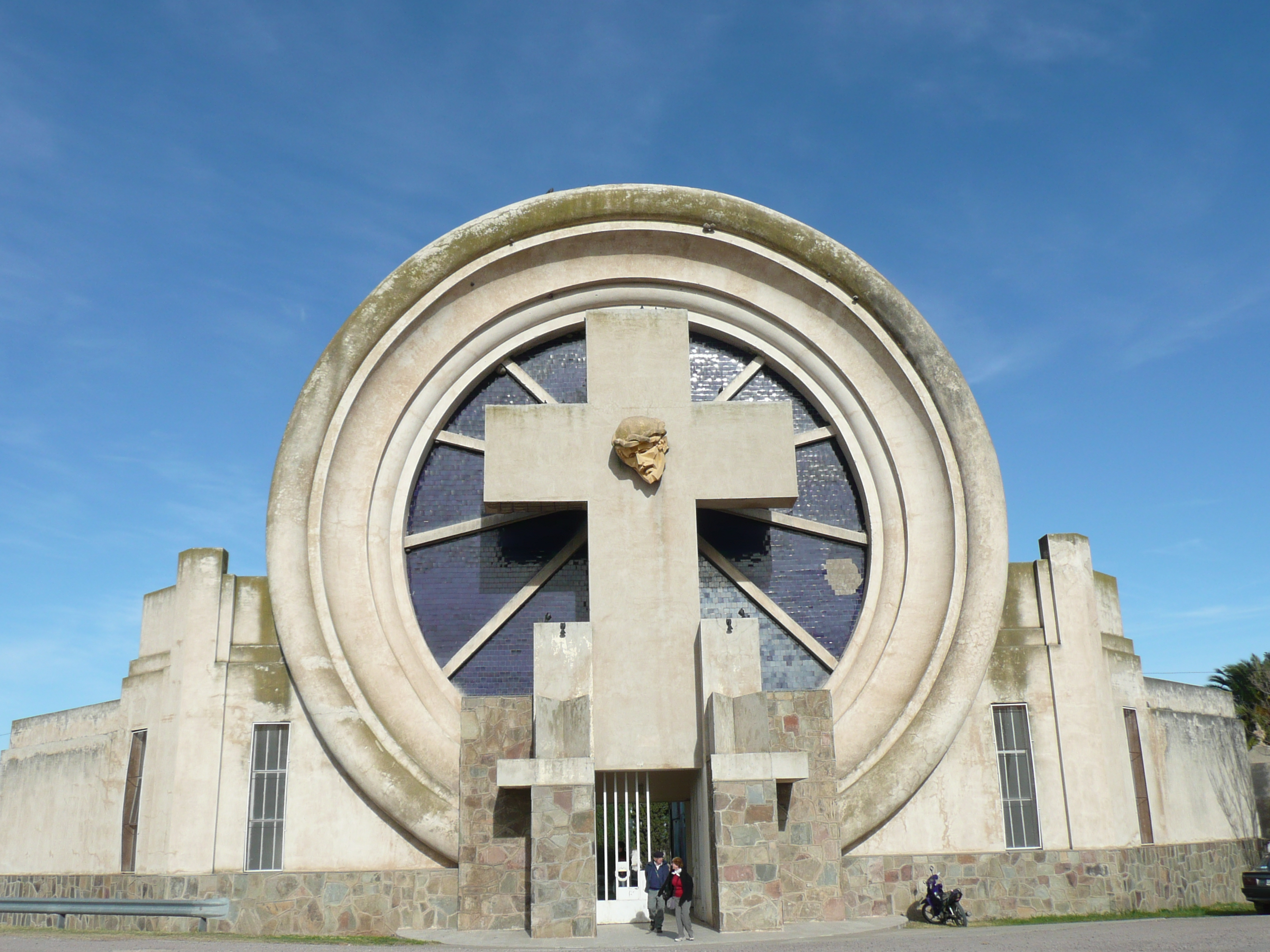
Cimitero di Saldungaray